# گل افشان (مهریز)
گل افشان یا گل افشاد روستایی در دهستان میانکوه بخش مرکزی شهرستان مهریز استان یزد ایران است.

## جمعیت
بر پایه سرشماری عمومی نفوس و مسکن در سال ۱۳۹۵ جمعیت این روستا ۶۵ نفر (۳۷خانوار) بوده‌است.